# Fire HD
O Fire HD, anteriormente chamado de Kindle Fire HD, é um membro da linha de tablets da Amazon.com. Foi lançado em 2012, como sucessor do Amazon Fire, sendo procedido por  Kindle Fire HDX em 2013; mesmo assim foram lançados novas versões com telas em diferentes tamanhos.

## História
O primeiro modelo foi anunciado em 6 de Setembro de 2012 e estava disponível em dois modelos, 7" e 8.9". O modelo de 7" foi lançado nos Estados Unidos em 14 de setembro, depois França, Alemanha, Itália, Espanha, no Reino Unido em 25 de outubro e, 18 de dezembro no Japão; o modelo de 8,9" foi lançado em 20 de novembro nos Estados Unidos, no Japão em 12 de março de 2013, na Alemanha, em 13 de março, e na Índia, em 27 de junho. 
Em 25 de Setembro, 2013, a segunda geração Fire HD foi lançado. O preço do Fire HD 7 "foi reduzido para US$ 139,00 a velocidade do processador foi atualizado para 1.5 GHz, atualização do FireOS, remoção da câmera frontal, usada uma nova forma fator e diminuiu as opções de armazenamento disponíveis. Além disso, o sucessor do Fire HD do Kindle Fire HDX foi introduzido.
Em 02 de outubro de 2014, a terceira geração Fire HD foi lançado, que faz parte da quarta geração do Kindle Fire, com telas de 6 e 7 polegadas. Além disso, foi lançada a "edição criança", que é o mesmo dispositivo como o Fire HD 6", exceto que ele vem com um caso e assinatura de um ano para aplicações Kindle Freetime.  Além disso, o nome de "Kindle" foi oficialmente removido do nome dos produtos. Em 2015, a Amazon lançou uma nova gama de Kindle Fire HD com 7, 8 e 10 polegadas. O de 7 polegadas foi simplesmente chamado de Fire, enquanto os 8 e 10 polegadas, são chamados Fire HD 8 e Fire HD 10, respectivamente.

## Hardware
Os tablets apresentam tela LCD tátil com multi-touch. A primeira geração de 7", contém um processador Texas Instruments OMAP 4460, enquanto que o 8.9" modelo utiliza um processador OMAP 4470.  Os três modelos possuem áudio Dolby. O dispositivo possui duas antenas Wi-Fi nas bandas de 2,4 GHz e 5 GHz que utilizam MIMO para melhorar a recepção. A Fire HD também acrescentou  conectividade Bluetooth permitindo aos usuários conectar uma variedade de acessórios sem fio, incluindo teclados. Os primeiros modelos da geração tem uma porta HDMI, mas isso está faltando nas gerações futuras. Em junho de 2016, a Amazon lançou uma versão do Fire HD 10", que tem um exterior de alumínio em vez de plástico, como os outros tablets Fire e, está disponível ao mesmo preço que a versão de plástico.

## Software
Os modelos de 2012 usam um software que, introduziu os perfis de usuário, para compartilhar entre membros da família e, a capacidade de colocar limites absolutos sobre a utilização total ou uso de características individuais, chamadas de Tempos Livres, e controla a velocidade de leitura do usuário para prever quando o usuário vai terminar um capítulo ou livro. O sistema operacional é baseado em uma versão do Android 4.0.3 (Ice Cream Sandwich). Isso não permite o uso do Google Play, limitando o número de aplicativos acessíveis para o Fire HD. Atualizações de software Fire HD pode ser recebido por OTA ou a partir de sites de apoio.
O modelo Fire HD 7" da segunda geração usada Fire OS 3. Note que, embora esta versão é chamado de Fire HD 7", não é o sucessor do Fire HD original. Este modelo é o sucessor para a segunda geração de Kindle Fire. Os modelos Fire HD de segunda geração foram atualizados para FireOS 4.1.1, baseado em Android 4.4.4, em 2014. O modelo  Fire HD 6 "e 7" terceira geração usa FireOS 4, que apresenta perfis de modo que cada usuário no tablet pode ter suas próprias configurações e aplicativos. O modelo Fire HD 8" e 10" quinta geração usa FireOS 5 e, foram lançados no final de 2015.